# المخماجة (الملاح)

تعديل مصدري - تعديل

المخماجة هي إحدى قرى عزلة الملاح بمديرية الملاح التابعة لمحافظة لحج، بلغ تعداد سكانها 129 نسمة حسب تعداد اليمن لعام 2004.